# Belleray
Belleray är en kommun i departementet Meuse i regionen Grand Est (tidigare regionen Lorraine) i nordöstra Frankrike. Kommunen ligger i kantonen Verdun-Centre som tillhör arrondissementet Verdun. År 2022 hade Belleray 486 invånare.

## Befolkningsutveckling
Antalet invånare i kommunen Belleray
| Referens: INSEE |